# Torre dei Leuti

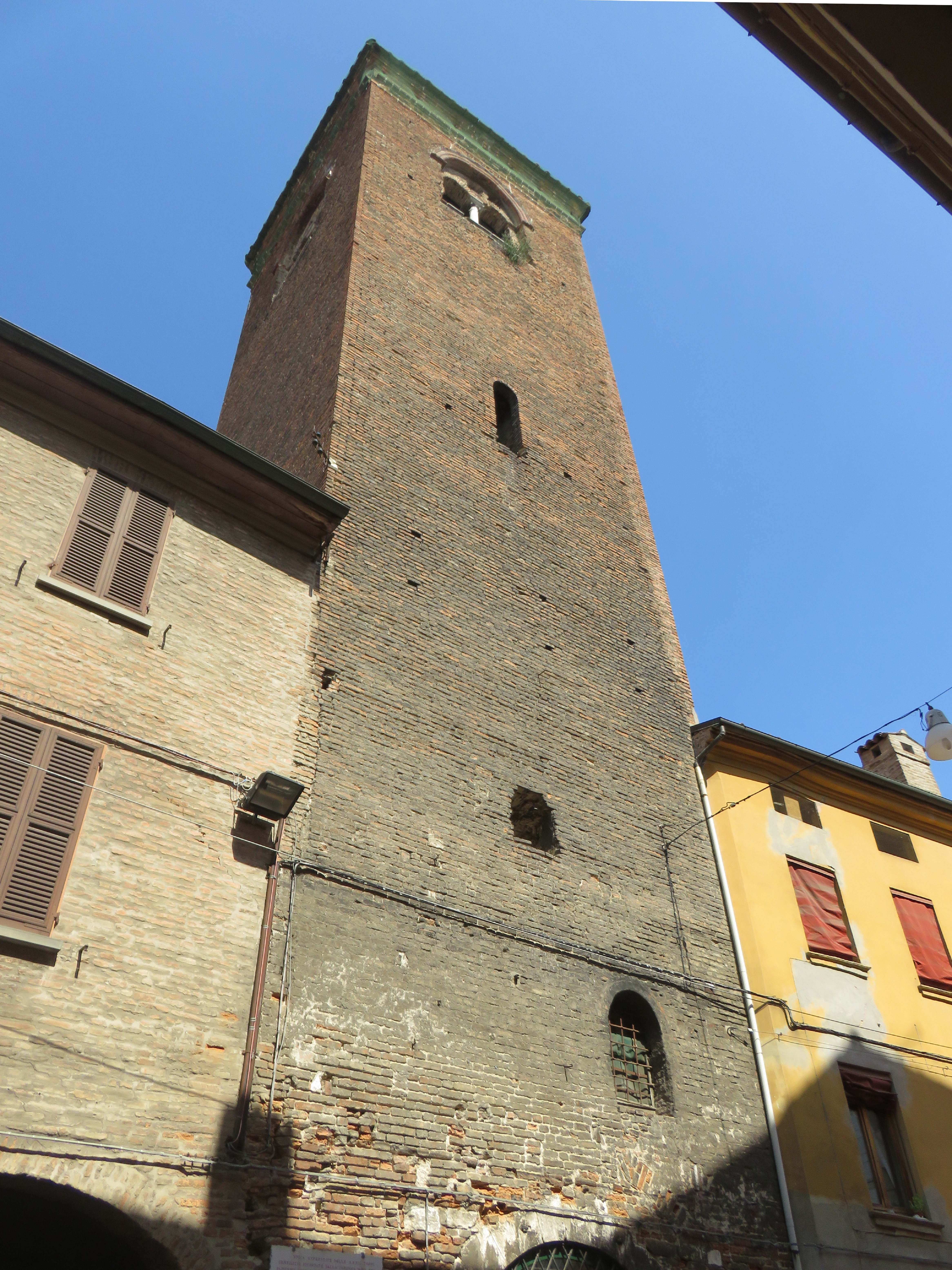
Torre dei Leuti

Die Torre dei Leuti, auch Torre dei Lenzi oder Torre dei Leuci, ist ein Turm im Zentrum von Ferrara in der italienischen Region Emilia-Romagna. Er liegt am Corso Porta Reno an der Kreuzung mit der Via Capo delle Volte. Das Gebäude entstand im 9. Jahrhundert als Wehrturm und diente spätestens ab dem 15. Jahrhundert als Glockenturm der benachbarten Paulskirche.

## Geschichte

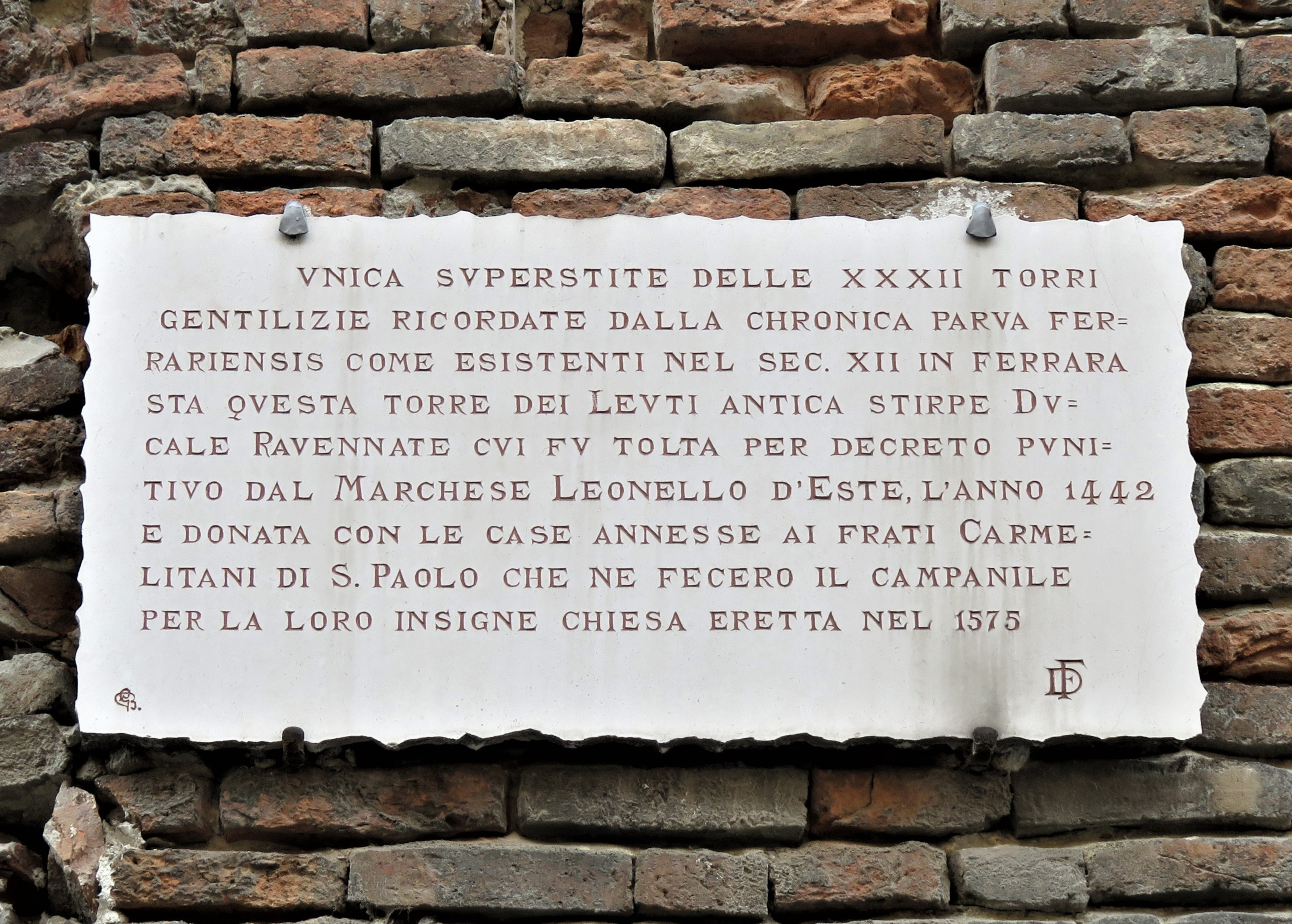
Tafel am Torre dei Leuti an der Seite zum Corso Porta Reno, angebracht von Ferrariae Decus

DieTorre dei Leuti wurde vermutlich um das 9. Jahrhundert errichtet, in einer Zeit, als die Stadt der Estes sich bildete und sich zuerst entlang des alten Laufs des Po in Ost-West-Richtung erstreckte und dann einen immer größeren Teil des Geländes nördlich davon beanspruchte. In dieser Zeit wurden Türme in großer Zahl errichtet, bis es im 12. Jahrhundert ganz 32 Stück waren. Die Torre dei Leuti diente insbesondere der ersten Verteidigung gegen Bedrohungen, die vom Po her kommen konnten, der in der Nähe vorbeifloss. Man weiß nicht, wann der Turm in den Besitz der Adelsfamilie Leuti kam, die ursprünglich aus Ravenna stammte, und die Quellen sind sich uneinig darüber, wann er Teil der zugewiesenen Vermögenswerte des Paulsklosters wurde. Eine Tafel am Corso Porta Reno bezeugt diesen Besitzübergang per markgräflichem Akt von Leonello d’Este für das Jahr 1442, wogegen der Geschichtswissenschaftler der Stadt Ferrara diesen Wechsel auf die Zeit davor festlegt und ihn mit dem Kauf durch die Karmeliterbrüder im Jahr 1317 verbindet.
Sobald er als Glockenturm diente, wurde in seinen Glockenstuhl auch eine alte Glocke eingesetzt, in der die Jahreszahl 1443 eingegossen ist. Es scheint, dass diese Glocke, die von der Andreaskirche stammt, dazu diente, mit ihrem Klang die Messfeier in der Paulskirche anzuzeigen, die Martin Luther während seines Aufenthaltes in Ferrara auf seiner Reise nach Rom 1510 feierte.

### Ursprung des Namens
Neben den gebräuchlicheren Namen, die immer mit der Handschrift der Zeit verbunden waren oder mit der Überlieferung, mit der die Adelsfamilie aus Ravenna gerufen wurde („Leuti“, „Lenzi“ oder „Leuci“), wurde der Turm auch eine Zeitlang „Torre della Vita“ (dt.: Turm des Lebens) genannt.

## Beschreibung
Der Turm, der in das städtische Gefüge integriert ist, erhebt sich an der Kreuzung von Corso Porta Reno und Via Capo delle Volte, erreicht eine Höhe von etwa 30 Metern und ist durch eine robuste Bauweise gekennzeichnet. Die Dicke der Mauern an der Basis beträgt bis zu 145 Zentimeter. Typisch sind auch die wenigen Fenster entlang seinen Fassaden.
Der Glockenstuhl ist nach allen vier Seiten hin offen und mit Doppelfenstern versehen. Dort sind die Glocken untergebracht.